# هشام الصالحي
هشام الصالحي (مواليد 8 نوفمبر 1987) لاعب كرة قدم فلسطيني. يجيد اللعب في مركز وسط مدافع مع منتخب فلسطين الوطني ونادي هلال القدس في دوري الضفة الغربية الفلسطيني.

## روابط خارجية
- هشام الصالحي على موقع قاعدة بيانات كرة القدم.إي يو (الإنجليزية)
- هشام الصالحي على موقع ناشيونال فوتبول تيمز (الإنجليزية)
- هشام الصالحي على موقع Soccerway.com (الإنجليزية)